# Heinrich VI. von Hohenberg

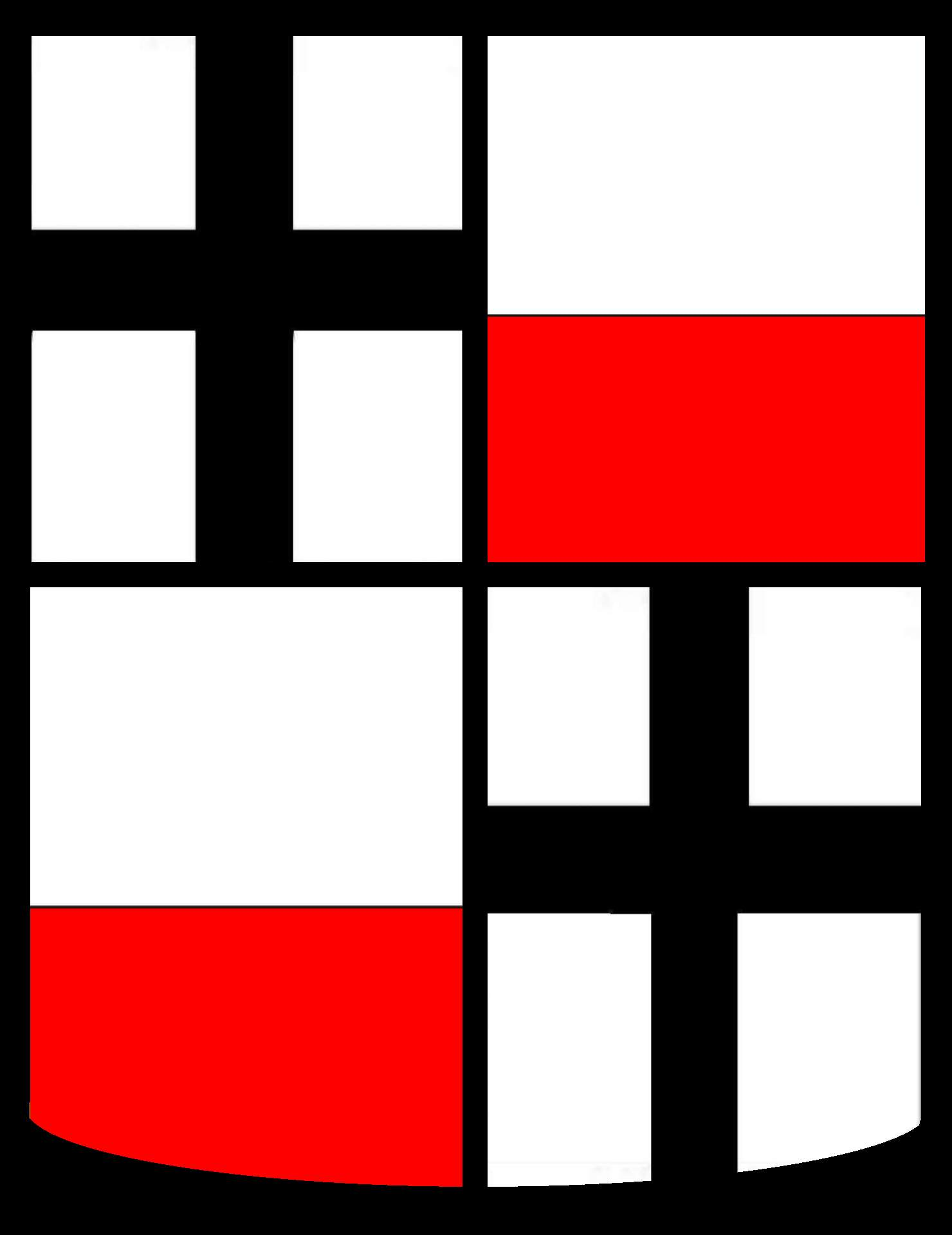
Wappen des Fuldaer Fürstabts Heinrich von Hohenberg

Heinrich VI. von Hohenberg (* 1277; † 1353 in Fulda) war von 1315 bis 1353 Fürstabt der Reichsabtei Fulda.

## Amtsführung
Heinrich von Hohenberg stammte aus einem ostfränkischen Adelsgeschlecht und wurde bereits im Alter von 14 Jahren Benediktiner. Ab 1301 war er Dekan im fuldischen Kloster Holzkirchen. Nachdem er 1315 vom Fuldaer Konvent zum Nachfolger des verstorbenen Abts Eberhard von Rodenstein gewählt worden war, reiste er 1316 nach Avignon und erhielt gegen Zahlung von 400 Gulden die Bestätigung vom neuen Papst Johannes XXII.
Fürstabt Heinrichs Amtszeit war gekennzeichnet durch schwere und blutige Auseinandersetzungen mit den Bürgern der Stadt Fulda und durch Judenpogrome während der Pestepidemie von 1348/1350.

### Streit mit Fulda
1319/20 ließ Abt Heinrich innerhalb der Stadt eine zweite Abtsburg errichten. Dagegen begehrten die Bürger auf. Sie verbündeten sich mit Graf Johann I. von Ziegenhain, dem Hochvogt der Reichsabtei, der eine Gelegenheit sah, seine Vogteirechte auszuweiten. Beide Abtsburgen wurden erstürmt, und die neue wurde samt Turm und Ringmauern zerstört. Auf Klage des aus der Stadt geflohenen Abts bei König Ludwig dem Bayern wurden die Stadt Fulda und Graf Johann mit der Reichsacht belegt.
Seine nun gestärkte Macht als Stadtherr nutzte Abt Heinrich 1326 dazu, die jährliche Steuer der Stadt für die nächsten sieben Jahre von 100 auf 800 Pfund Heller zu erhöhen.
Im folgenden Jahr sagte er sich während des Streits zwischen König Ludwig dem Bayern und Papst Johannes XXII. vom König los und stellte sich auf die Seite des in Avignon exilierten Papstes. Daraufhin steckten Ludwigs Parteigänger das fuldische Kloster Frauenberg in Brand und verwüsteten die Propstei Petersberg.
Die Schäden waren kaum beseitigt, als Heinrich im Jahre 1330 die Steuern der Stadt Fulda erneut erhöhen wollte. Wieder formierte sich Widerstand in der Stadt. Daraufhin ließ der Abt einige reiche Bürger einkerkern und forderte für deren Freilassung eine Kaution von 9500 Pfund Heller. Dies führte zum erneuten Aufstand. Am 7. April 1331 schlossen die Fuldaer Schöffen und Bürger einen gegen den Fürstabt gerichteten Vertrag mit Graf Johann von Ziegenhain und öffneten ihm die Stadttore. Die beiden Abtsburgen, das Kloster, das Kloster Frauenberg, wohin Heinrich geflohen war, und die Propstei Petersberg wurden erneut gebrandschatzt und geplündert, aber es gelang den Ministerialen Heinrichs, den Aufstand niederzuschlagen. Graf Johann entkam mit Mühe seiner Gefangennahme. Wieder wurden die Stadt und Johann von Ziegenhain mit der Reichsacht bestraft. Erzbischof Balduin von Trier vermittelte eine Sühne, die am 9. September 1331 in Kraft trat. Die Bürger Fuldas mussten den Turm und die Ringmauern der neuen Burg wiederherstellen und bedeutende Entschädigungen zahlen. Wegen der als unzumutbar betrachteten schweren Auflagen kam es noch einmal zu Aufstandshandlungen, die Heinrich dann mit einem Vasallenheer niederschlug. Die Anführer des Aufstandes wurden öffentlich hingerichtet, ihr Vermögen konfisziert. Die Stadt Fulda erhielt einen Rat und Bürgermeister unter Aufsicht eines fürstlichen Schultheißen. Das älteste Stadtsiegel von Fulda, ein segnender Abt, stammt aus diesem Jahr. Die durch die Strafen und Vermögenseinziehungen eingenommenen Gelder wurden zumindest teilweise zur Wiederherstellung und Befestigung des Klosters Frauenberg und zum Wiederaufbau der Propstei Petersberg genutzt.
Unter Heinrich von Hohenberg wurden die Warttürme um Fulda gebaut.

### Beendigung der Ziegenhainer Vogtei
Johann von Ziegenhain musste alle Beute zurückgeben, die Gefangenen austauschen und eine erhebliche Summe als Sühne zahlen. Erst nach vollständiger Zahlung sollte er wieder zur Ausübung seiner Vogteirechte befugt sein. Am 22. Februar 1339 quittierte Abt Heinrich die letzte Zahlung. Bereits wenige Jahre später, am 5. Mai 1344, kaufte Heinrich, obwohl die Abtei tief verschuldet war, Johann alle verbliebenen Rechte der fuldischen Schirmvogtei für 7.100 Pfund Heller ab. Der Erhalt der vollen Kaufsumme wurde 1346 bestätigt. Lediglich das erbliche fuldische Marschallamt blieb Johann ausdrücklich erhalten; es beinhaltete die Disziplinargerichtsbarkeit über die gesamte fuldische Ritterschaft, den Vorsitz auf Landtagen und das Aufgebot des Lehnsadels und der Ministerialität.

### Erstes Schützenfest in Fulda
In die Amtszeit Heinrichs, in das Jahr 1327, fällt das erste Schützenfest in Fulda. Truppen des Hochstifts Würzburg waren im Juli bei Hammelburg auf fuldisches Gebiet eingedrungen, da Heinrich sich geweigert hatte, eine dem Würzburger Bischof Wolfram Wolfskeel von Grumbach vom Papst zugestandene Subsidienzahlung zu entrichten. Die Würzburger wurden jedoch von den streitbaren Mitgliedern der Hammelburger Zünfte und Schützengilden unter Führung des Grafen Berthold VII. von Henneberg-Schleusingen zurückgetrieben. Die Hammelburger marschierten dann auf Würzburg zu und Bischof Wolfram sah sich angesichts dieser Bedrohung zum Friedensschluss gezwungen. Als sich die Kunde davon verbreitete, feierte man in Fulda ein Fest.

### Pest und Pogrom
In den Jahren 1348 und 1450 wütete die europaweite Pest auch in Fulda, wo sie an die dreitausend Opfer forderte. Die auch in Fulda als Sündenböcke bezichtigten Juden baten Abt Heinrich vergeblich um Schutz und Hilfe, und fast alle, etwa 180 Personen, wurden von Fuldaer Bürgern im überhaupt ersten Pogrom in Hessen umgebracht. Das damals entstandene Pestgelöbnis, die Wallfahrt auf den Frauenberg, blieb bis in die Neuzeit erhalten.